# Peștera Cuciulat
Peștera Cuciulat – jaskinia położona w dolinie rzeki Samosz w północno-zachodniej Rumunii, w Siedmiogrodzie, w okręgu Sălaj.
W 1978 roku zespół speleologów z klubu Emila Racovițy w składzie A. Done, F. Cucu, T. Vadeanu, M. Codrescu i S. Manolescu odkrył w jaskini zespół malowideł naskalnych z okresu paleolitu, datowanych na ok. 12 tysięcy lat temu, najstarszych na terenie Europy południowo-wschodniej. Wszystkie malowidła znajdują się w niewielkiej komnacie o wymiarach 3,7×2,5 m. Wykonane zostały czerwoną glinką o dużej zawartości związków żelaza (13% Fe2O3). Rysunki mają niewielkie rozmiary (do kilkudziesięciu centymetrów), zostały wykonane bez konturów i cieniowania. Przedstawiają sylwetki zwierząt (koni, kotów i ptaków); część z mocno zatartych obecnie malowideł to prawdopodobnie wizerunki ludzkie.
Jaskinia pozostaje niedostępna dla świata zewnętrznego od 1985 roku, kiedy to na skutek osunięcia się skał doszło do zawalenia wejścia.